# Abra tepocana
Abra tepocana är en musselart som beskrevs av Dall 1915. Abra tepocana ingår i släktet Abra och familjen Semelidae. Inga underarter finns listade i Catalogue of Life.